# Pimm’s Cup

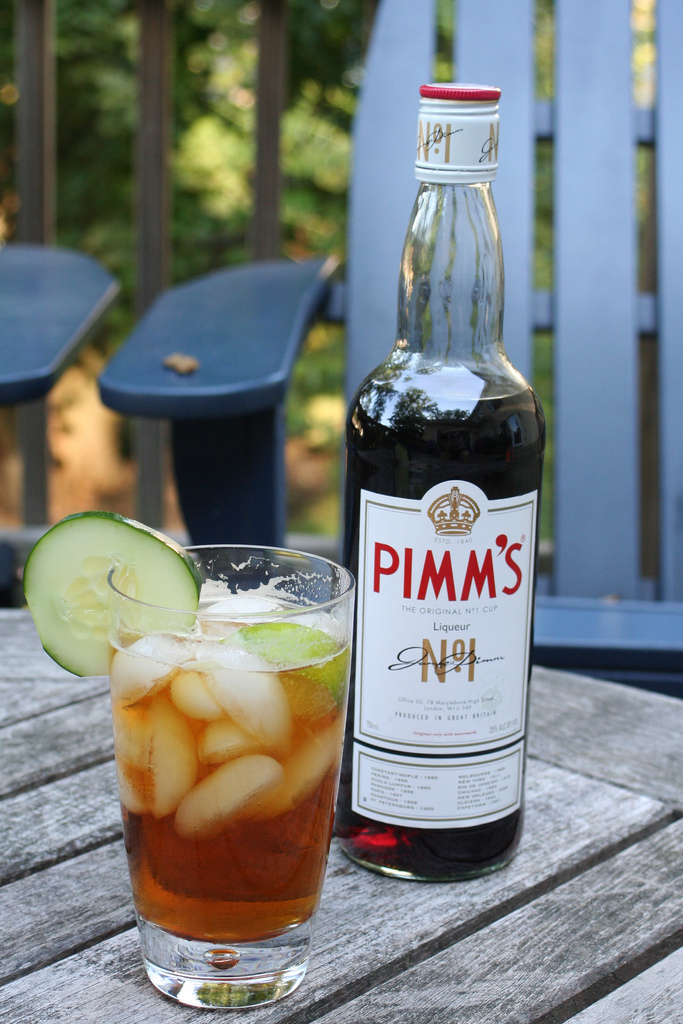
Pimm’s Cup mit einer Flasche Pimm’s No. 1

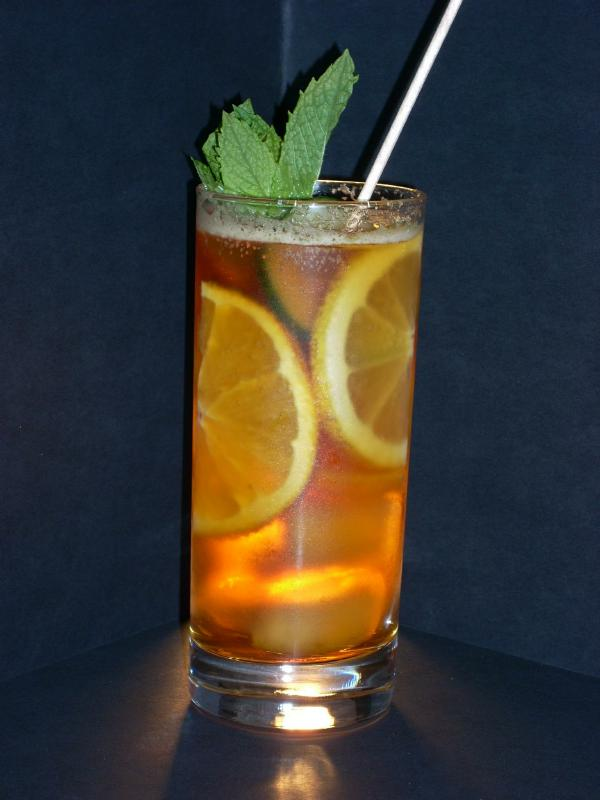
Pimm’s Cup im Longdrink-Glas

Pimm’s Cup oder Pimm’s No. 1 Cup (verkürzt auch lediglich Pimm’s oder No. 1 Cup genannt) ist ein vergleichsweise schwach alkoholischer, kohlensäurehaltiger und meist üppig mit Kräutern und Früchten dekorierter Cocktail aus dem Likör Pimm’s No. 1 oder einem selbst hergestellten ähnlichen Ansatz als Grundstoff sowie Limonade. Wegen seiner Größe gehört das Getränk zu den Longdrinks und ist zugleich ein Highball. Der Cocktail ist vor allem in Großbritannien beliebt und gehört dort als typisches Sommergetränk zur Alltagskultur. Er schmeckt erfrischend und kräutrig-herb mit leicht bitterer Note.

## Geschichte
Der Cocktail soll auf James Pimm (1798–1873) zurückgehen, einen Bauernsohn, der jedoch eine höhere Erziehung genoss und sich 1823 oder 1824 in der Londoner Lombard Street niederließ, um als „shellfish monger“ mit Austern zu handeln. Später eröffnete er in der Nähe (No. 3 Poultry) ein Geschäft namens Pimm’s Oyster Warehouse. Dort habe er, erstmals um 1840, als Begleitung zu den Austern einen House Cup, ein Mixgetränk auf Gin-Basis, serviert, den Vorläufer des heutigen Likörs Pimm’s No. 1.
Allerdings wird die Ursprungslegende verschiedentlich bezweifelt, tatsächlich gehe das Getränk erst auf Pimms Geschäftsnachfolger Samel Morey zurück, der es lediglich nach dem Namensgeber seines inzwischen als Pimm’s Oyster Bar firmierenden Geschäfts benannte. Morey besaß nachweislich seit 1860 eine Lizenz für den Handel mit Alkohol. Seinerzeit war es keine Seltenheit, dass Händler hausgemachte Spirituosen zum Mixen mit Likören und Säften ausschenkten und sie, in Anlehnung an die Krüge oder Becher, in denen sie verkauft wurden, „Cups“ nannten. In der Fachliteratur des 19. Jahrhunderts bildeten Cups eine große Gruppe unter den damals üblichen Mixgetränken. Dale DeGroff, der allerdings in diesem Zusammenhang von der Zeit um 1840 spricht, sieht in dem Konzentrat des Pimm’s Cup einen Gin Sling, und da der Drink mit Kräuterauszügen – möglicherweise mit den ersten nach England importierten Cocktail-Bitters – gewürzt gewesen sei, könnte er sogar einem Bittered Sling entsprochen haben. Als solcher, nämlich einer Mischung aus Spirituose, Wasser, Zucker und Bitters, war 1806 in den Vereinigten Staaten das damals noch neue Wort „Cocktail“ definiert worden. Immer wieder wird auch das Jahr 1859 als Verkaufsbeginn des Pimm’s Cup genannt. Pimm’s Restaurant wechselte jedenfalls in den folgenden Jahren mehrmals den Besitzer, bis es der Weinhändler, Gastronom und Politiker Horatio David Davies kaufte. Horatio Davies wurde später in den Adelsstand aufgenommen, war Parlamentsmitglied und im Jahr 1897 Bürgermeister von London. Neben anderen Restaurants, die er übernahm, gründete er auch vier weitere Pimm’s-Filialen. Ab wann der Pimm’s Cup auch außerhalb der Geschäfte seines Unternehmens verkauft wurde, ist nicht gesichert, wohl aber, dass das ursprüngliche Produkt Pimm’s No. 1 Gin enthielt und mit verschiedenen Kräutern und Gewürzen verfeinert wurde, darunter Chinin, das auch in Tonic Water enthalten ist. Gegen Ende des 19. Jahrhunderts wurde auch in England Eis bei der Zubereitung von Mixgetränken üblich.
1906 überführte Sir Horatio Davies Pimm’s in eine Private Company (eine Art Kapitalgesellschaft) und begann, Pimm’s in großem Stil zu vermarkten. Der ursprüngliche Pimm’s No. 1 wurde um Pimm’s No. 2 (mit Whisky) und Pimm’s No. 3 (mit Brandy) ergänzt und war bald im gesamten Vereinigten Königreich und darüber hinaus im Britischen Empire bekannt. 1912 verstarb Horatio Davies, sein Unternehmen wurde aber noch 57 Jahre über seinen Tod hinaus von einer Familienstiftung (family trust) kontrolliert. Vor allem in den 1920er Jahren erlebte Pimm’s eine Blüte und wurde auch international erfolgreich, zum Beispiel in den Vereinigten Staaten und Kanada:
David Embury erwähnte in der 1958er Ausgabe seines erstmals 1948 erschienenen Standardwerks The Fine Art of Mixing Drinks die Sorten Pimm’s No. 1, No. 2 und No. 3. Um die Cups zu servieren, gab man ein Stück Zitrone und ein Stück Gurkenschale in ein hohes Glas, füllte es mit Eis, fügte den gewünschten Likör hinzu und füllte mit Zitronenlimonade („lemon soda or Tom Collins Mix“) auf. Nach dem Zweiten Weltkrieg wurden die Pimm’s Cups um weitere Sorten ergänzt, von denen heute (2015) aber nur noch die Version mit Wodka (No. 6) angeboten wird.
Beim Tennis-Turnier Wimbledon Championships wird der Pimm’s (No. 1) Cup seit 1971 angeboten und inzwischen in großen Mengen konsumiert: 2010 verkaufte man während des Turniers 230.000 Portionen. Der Hersteller Diageo bot zu diesem Zweck eine Fertigzubereitung an, deren Alkoholgehalt mit 5,6 % vol. etwas geringer war als die 6,5 %, die sich rechnerisch beim empfohlenen Mischungsverhältnis von 1:3 des Likörs (25 % vol.) zu Limonade ergeben würden. Weitere Verdünnung, zum Beispiel mit Schmelzwasser, führte bei einigen getesteten Pimm’s Cups zu einem Alkoholgehalt von teilweise nur 2,5 % vol. und einem Geschmack „wie bei einem Softdrink“.

## Zubereitung und Varianten

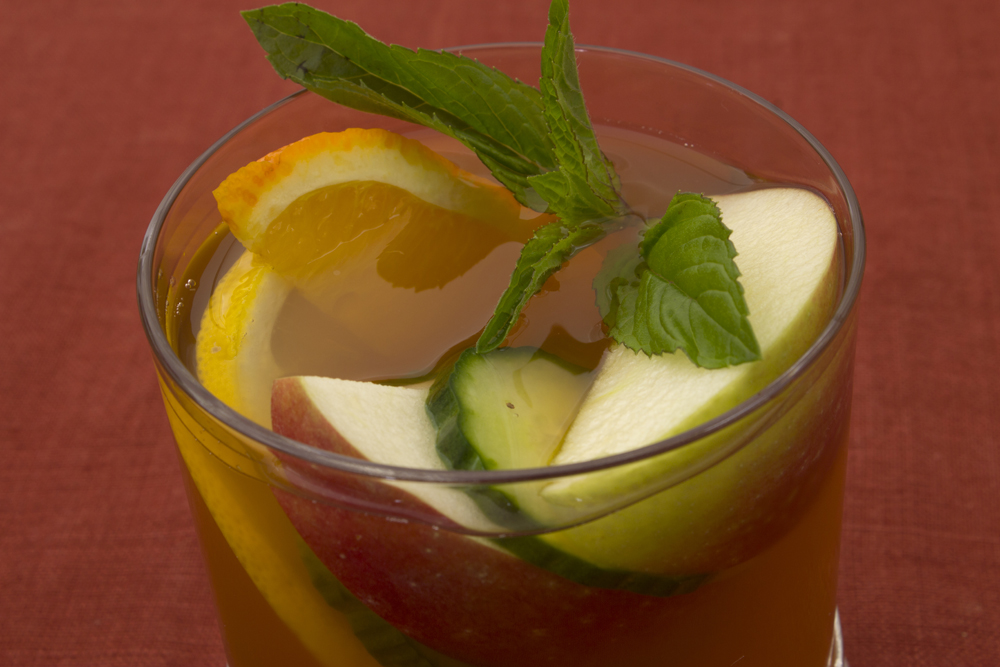
Dekoration mit verschiedenen Früchten, Gurke und Minze

Ein Pimm’s Cup besteht als typischer Highball aus lediglich zwei Zutaten: Dem Pimm’s-Likör (heute in der Regel Pimm’s No. 1) und kohlensäurehaltiger Zitronenlimonade (empfohlen wird meist 7 Up oder selbst hergestellte Limonade). Alternativ kann der Cup auch mit Ginger Ale (Ingwerlimonade) zubereitet werden; eine Variante, die vor allem außerhalb Englands vorkommt, jedoch teilweise als „langweiliger“ betrachtet wird. Likör und Limonade werden meist im Verhältnis 1:2 oder 1:3 gemischt, dem empfohlenen Mischungsverhältnis des Herstellers. Der Cocktail wird direkt in einem Highball- oder Longdrinkglas gemixt (also fachsprachlich „gebaut“), indem man das Glas mit Eiswürfeln füllt, den Likör, die Limonade und verschiedene Früchte und Kräuter der Saison hinzufügt und umrührt. Welche das sind, ist je nach Quelle unterschiedlich, es eignen sich beispielsweise „Zitronen- und Gurkenschale“, „Gurke und Apfel“, „Gurkenschale oder Borretsch, Zitrusfrüchte, Beeren, Äpfel, Minze“; der Hersteller Diageo nennt „Minze, Orangenscheiben, Gurke, Erdbeeren“.
Die Variante mit Champagner statt Limonade wird Pimm’s Royal Cup genannt. Im PDT Cocktail Book wird eine weitere Variante des Pimms Cup (sic!) empfohlen, bei der im Cocktail-Shaker 2 Gurkenscheiben mit 1,5 cl Zuckersirup zerdrückt, mit 6 cl Pimm’s No. 1 und 2,25 cl Zitronensaft aufgefüllt, mit Eiswürfeln geschüttelt, über frische Eiswürfel in ein vorgekühltes Collinsglas abgeseiht und schließlich mit 3 cl Ginger Ale aufgefüllt werden, garniert wird mit einer weiteren Gurkenscheibe.
Anstelle des Likörs kann als Basis des Cocktails auch ein selbst hergestellter Ansatz verwendet werden, zum Beispiel aus Gin, rotem Wermut, trockenem Wermut, Triple Sec Curaçao und Orangenbitter. Der Barkeeper Gabriel Daun empfiehlt für einen eigenen Summer Cup das Experimentieren mit „verschiedenen Blends aus Gin, Sloe Gin, fortifizierten Weinen (Wermut und Tawny Port bieten sich hier besonders an) und eventuell einem Spritzer Dry Curaçao sowie Aromatic Bitters“ und zum Auffüllen eine mit Ingwer aromatisierte Zitronenlimonade anstelle von Ginger Ale.
Da es sich beim Pimm’s Cup um einen Signature Drink des markenrechtlich geschützten Likörs Pimm’s handelt, dürfen ohne diesen Likör zubereitete Mischungen nicht unter Verwendung der Marke „Pimm’s“ vertrieben werden.